# Beauvoisin (Drôme)
Pour les articles homonymes, voir Beauvoisin.
Beauvoisin est une commune française située dans le département de la Drôme, en région Auvergne-Rhône-Alpes.
Ses habitants sont dénommés les Beauvoisinais.

## Géographie

### Localisation
Beauvoisin est située à 20 km au nord-est de Vaison-la-Romaine et à 8 km à l'ouest de Buis-les-Baronnies. Beauvoisin se situe à proximité du mont Ventoux.

### Hydrographie
La commune est arrosée par l'Eyguemarse, affluent de l'Ouvèze.
Beauvoisin est un ruisseau affluent d'Aigues-Marses, sur la commune de Beauvoisin, ayant un parcours de 3,6 kilomètres. En 1891, il avait une largeur moyenne de 14 mètres, une pente de 180 mètres, un débit ordinaire de 0,03 m3 et un extraordinaire de 30 mètres cubes.

### Climat
Pour des articles plus généraux, voir Climat d'Auvergne-Rhône-Alpes et Climat de la Drôme.
En 2010, le climat de la commune est de type climat méditerranéen altéré, selon une étude du CNRS s'appuyant sur une série de données couvrant la période 1971-2000. En 2020, Météo-France publie une typologie des climats de la France métropolitaine dans laquelle la commune est exposée à un climat de montagne ou de marges de montagne et est dans une zone de transition entre les régions climatiques « Provence, Languedoc-Roussillon » et « Alpes du sud ». 
Pour la période 1971-2000, la température annuelle moyenne est de 11,8 °C, avec une amplitude thermique annuelle de 16,9 °C. Le cumul annuel moyen de précipitations est de 912 mm, avec 6,8 jours de précipitations en janvier et 4 jours en juillet. Pour la période 1991-2020, la température moyenne annuelle observée sur la station météorologique de Météo-France la plus proche, « Buis-Baronnies », sur la commune de Buis-les-Baronnies à 6 km à vol d'oiseau, est de 14,1 °C et le cumul annuel moyen de précipitations est de 792,8 mm,. Pour l'avenir, les paramètres climatiques de la commune estimés pour 2050 selon différents scénarios d'émission de gaz à effet de serre sont consultables sur un site dédié publié par Météo-France en novembre 2022.

## Urbanisme

### Typologie
Au 1er janvier 2024, Beauvoisin est catégorisée commune rurale à habitat dispersé, selon la nouvelle grille communale de densité à 7 niveaux définie par l'Insee en 2022.
Elle est située hors unité urbaine et hors attraction des villes,.

### Occupation des sols
L'occupation des sols de la commune, telle qu'elle ressort de la base de données européenne d’occupation biophysique des sols Corine Land Cover (CLC), est marquée par l'importance des forêts et milieux semi-naturels (57,4 % en 2018), une proportion identique à celle de 1990 (57,4 %). La répartition détaillée en 2018 est la suivante : 
zones agricoles hétérogènes (31 %), forêts (29 %), milieux à végétation arbustive et/ou herbacée (20 %), cultures permanentes (11,7 %), espaces ouverts, sans ou avec peu de végétation (8,3 %). L'évolution de l’occupation des sols de la commune et de ses infrastructures peut être observée sur les différentes représentations cartographiques du territoire : la carte de Cassini (XVIIIe siècle), la carte d'état-major (1820-1866) et les cartes ou photos aériennes de l'IGN pour la période actuelle (1950 à aujourd'hui).

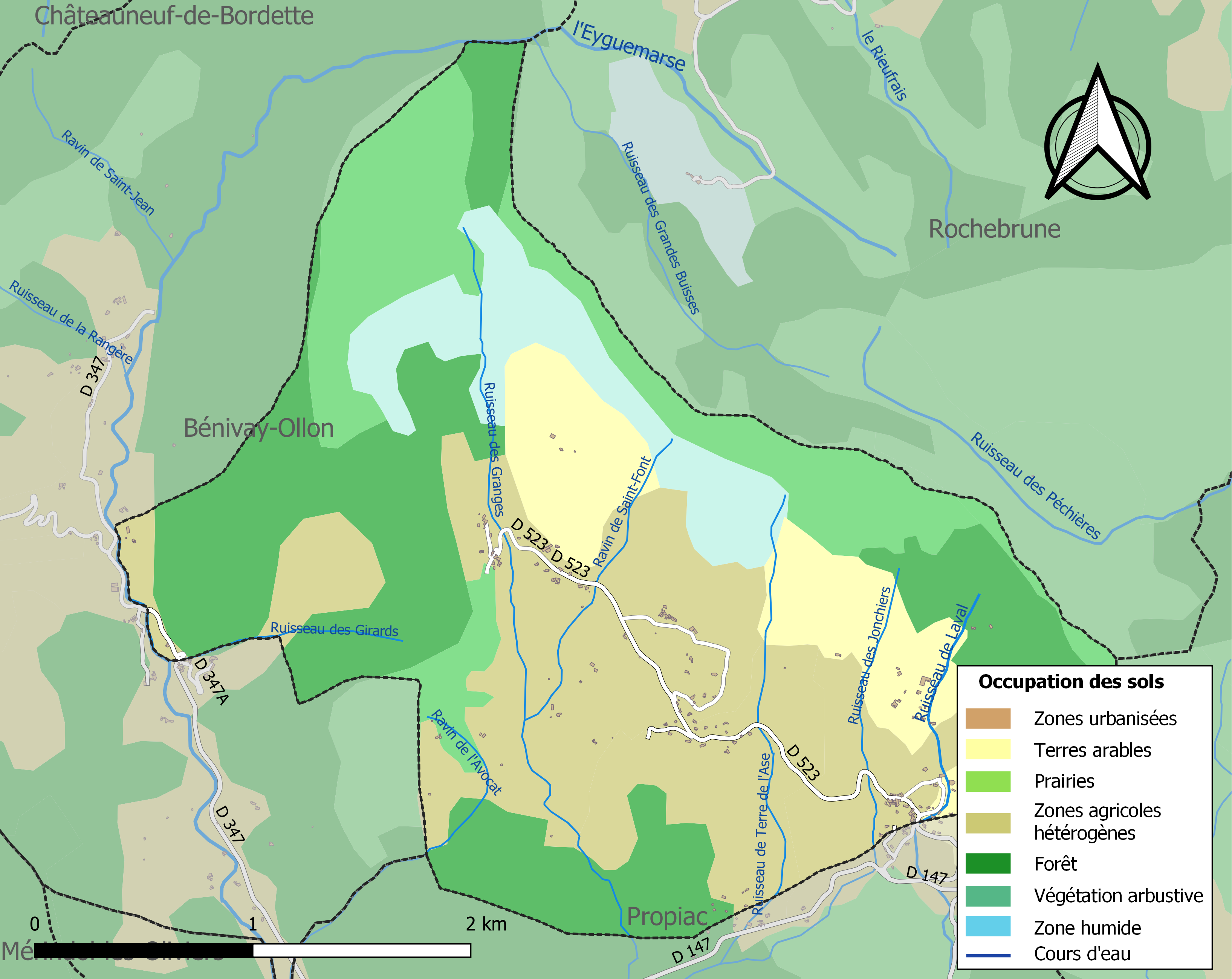
Carte des infrastructures et de l'occupation des sols de la commune en 2018 (CLC).

## Toponymie

### Attestations
1135 : mention de l'église : ecclesias Bellivicini.
Dictionnaire topographique du département de la Drôme :
- 1293 : Castrum de Bellovicinio (inventaire des dauphins, 221).
- 1317 : Castrum de Bellovicini (Valbonnais, II, 165).
- 1377 : Dominus Belli Vicini (choix de docum., 190).
- An XIII (révolutionnaire) : Beauvesin (Ann. de la Drôme).
- 1891 : Beauvoisin, commune du canton de Buis-les-Baronnies.

### Étymologie
Le toponyme viendrait de l'adjectif bas latin bellus (beau) et de vicinium (voisinage).
Voisin (vicinus), comme toponyme, est un dérivé du latin vicus (quartier, village).

## Histoire
Occupation très ancienne.

### Protohistoire: les Celtes
Nombreuses monnaies gauloises (musée de Saint-Germain-en-Laye).

### Du Moyen Âge à la Révolution
La seigneurie :
- La terre est du fief des barons de Mévouillon[15].
- Elle devient un fief des dauphins[17].
- 1334 : possession des Rémuzat[15].
- 1597 : passe (par mariage) aux Armand[15].
- 1659 : acquise par les Agoult[15].
- Vers 1738 : passe aux Trémolet de Montpezat[15].
- Peu de temps avant la Révolution : passe aux Tertulle-Bucelly, derniers seigneurs[15].

Au XIIe siècle, l'église paroissiale Saints-Simon-et-Jude et ses revenus relevaient de l'abbaye Saint-André de Villeneuve-lès-Avignon.
Avant 1790, Beauvoisin était une communauté de l'élection de Montélimar et de la subdélégation et du bailliage du Buis, formant une paroisse du diocèse de Vaison, annexée à celle de Bénivay, dont l'église était sous le vocable de Saint-Simon et Saint-Jude, et dont les dîmes appartenaient au curé.

### De la Révolution à nos jours
En 1790, Beauvoisin fut réuni à Bénivay et Ollon pour former une commune du canton de Mollans, mais, à la réorganisation de l'an VIII, il est devenu à lui seul une commune du canton de Buis-les-Baronnies.

## Politique et administration

### Liste des maires
| Période    | Période                        | Identité          | Étiquette | Qualité  |
| ---------- | ------------------------------ | ----------------- | --------- | -------- |
|            |                                |                   |           |          |
| avant 1995 | ?                              | Luc Drouhard      |           |          |
| mars 2001  | avril 2014                     | Pierre Étienne    | PS        | Retraité |
| avril 2014 | En cours (au 14 novembre 2014) | Christian Thiriot | PCF       | Retraité |

### Jumelages
- Passerano Marmorito (Italie)

## Population et société

### Démographie
L'évolution du nombre d'habitants est connue à travers les recensements de la population effectués dans la commune depuis 1806. Pour les communes de moins de 10 000 habitants, une enquête de recensement portant sur toute la population est réalisée tous les cinq ans, les populations de référence des années intermédiaires étant quant à elles estimées par interpolation ou extrapolation. Pour la commune, le premier recensement exhaustif entrant dans le cadre du nouveau dispositif a été réalisé en 2007.

En 2022, la commune comptait 143 habitants, en évolution de −2,72 % par rapport à 2016 (Drôme : +2,64 %, France hors Mayotte : +2,11 %).
| 1806 | 1821 | 1831 | 1836 | 1841 | 1846 | 1851 | 1856 | 1861 |
| ---- | ---- | ---- | ---- | ---- | ---- | ---- | ---- | ---- |
| 110  | 126  | 118  | 142  | 147  | 153  | 158  | 150  | 146  |

| 1866 | 1872 | 1876 | 1881 | 1886 | 1891 | 1896 | 1901 | 1906 |
| ---- | ---- | ---- | ---- | ---- | ---- | ---- | ---- | ---- |
| 155  | 142  | 138  | 149  | 124  | 126  | 109  | 105  | 101  |

| 1911 | 1921 | 1926 | 1931 | 1936 | 1946 | 1954 | 1962 | 1968 |
| ---- | ---- | ---- | ---- | ---- | ---- | ---- | ---- | ---- |
| 98   | 91   | 98   | 76   | 77   | 66   | 58   | 64   | 60   |

| 1975 | 1982 | 1990 | 1999 | 2006 | 2007 | 2012 | 2017 | 2022 |
| ---- | ---- | ---- | ---- | ---- | ---- | ---- | ---- | ---- |
| 63   | 63   | 71   | 93   | 149  | 158  | 157  | 145  | 143  |

### Enseignement
Beauvoisin dépend de l'académie de Grenoble, mais ne dispose pas d'école sur place. les élèves doivent se rendre à Buis-les-Baronnies[réf. nécessaire].

### Manifestations culturelles et festivités
- Fête (en 1992) : premier dimanche de juin[17].
- Fête votive : 14 & 15 août[réf. nécessaire].

### Cultes
La paroisse de Beauvoisin dépend du diocèse de Valence, doyenné de Buis-les-Baronnies.

## Économie
En 1992 : lavande, tilleul, oliviers, vignes, vergers, ovins.

En 2020 : abricot, cerise, prune, raisin de cuve, amande, grenade[réf. nécessaire].

### Tourisme
- Site du village dans un cirque naturel[17].
- Rives de l'Eyguemarse[17].

## Culture locale et patrimoine

### Lieux et monuments
- Vestiges de tour circulaire et de muraille de l'ancien château médiéval fortifié au XVIe siècle[réf. nécessaire]
- Église Saints-Simon-et-Jude de Beauvoisin du XIXe siècle[17].

### Personnalités liées à la commune
- La chanteuse Desireless a habité sur les hauteurs de Beauvoisin, dans le hameau des Jonchiers[réf. nécessaire].

### Héraldique, logotype et devise
|  | Beauvoisin (Drôme) possède des armoiries dont l'origine et le blasonnement exact ne sont pas disponibles. |